# Делеган Михайло Васильович
Михайло Васильович Делеган (17 січня 1953, с. Загаття, Іршавський район, Закарпатська область — 19 лютого 2023) — український історик, краєзнавець, педагог, архівіст і громадський діяч. Кандидат історичних наук (1999), директор Державного архіву Закарпатської області (1995—2011), заступник директора Закарпатського обласного краєзнавчого музею ім. Т.Легоцького. Голова Закарпатської обласної організації обласної організації Спілки архівістів України та обласної організації Національної спілки краєзнавців України, член Громадської ради при Закарпатській обласній державній адміністрації.

## Біографічні відомості
Михайло Делеган народився 17 січня 1953 року в багатодітній родині Марії Іванівни та Василя Федоровича, які дали життя 10 дітям.
Після одержання шкільного атестата, в 1968 р. почав працювати в Загатському лісництві.
У 1975 р. закінчив історичний факультет Ужгородського державного університету.
Згодом перебував на комсомольській роботі. У 1984—1987 рр. — завідувач відділу Виноградівського райкому Компартії України.
У 1988 р. здобув другу вищу освіту — закінчив економічний факультет УжНУ.
У 1987—1995 рр. працював вчителем історії Виноградівської СШ № 1.
1995—2011 — директор Державного архіву Закарпатської області. За його ініціативи у 2000 р. Закарпатська облдержадміністрація прийняла розпорядження «Про зберігання документів колективних сільгосппідприємств, ліквідованих установ, організацій та суб'єктів підприємницької діяльності».
Працював за сумісництвом у системі вищої школи. Так, У 1996 році — методист Закарпатського інституту методики, навчання і виховання, підвищення кваліфікації педагогічних кадрів, у 1998—2004 рр. — викладач, згодом доцент кафедри міжнародних відносин та міжнародного права Ужгородського державного інституту інформатики, економіки і права (тепер Закарпатський держуніверситет), а у 2003—2005 рр. — доцент кафедри міжнародних організацій і зовнішньої політики Ужгородського університету. Є співавтором вузівського підручника з архівознавства.
2011—2012 — головний консультант Секретаріату Уповноваженого Верховної Ради України з прав людини (м. Київ).
2013—2015 — науковий співробітник Інституту інноваційних технологій і змісту освіти Міністерства освіти і науки України (м. Київ).
З 20 грудня 2016 р. працював у Закарпатському обласному краєзнавчому музеї ім. Т.Легоцького — провідним науковим співробітником, заступником директора з наукової роботи, деякий час виконував обов'язки директора музею.

## Наукова діяльність
17 червня 1999 року на засіданні Спеціалізованої вченої ради Інституту української археографії та джерелознавства ім. М. С. Грушевського НАН України успішно захистив кандидатську дисертацію «Закарпаття в складі Чехословаччини: міжконфесійні відносини у 1919—1929 рр.».
Михайло Делеган є автором понад 300 наукових і науково-популярних публікацій.
Член редколегій та упорядник збірників архівних документів, зокрема, «Возз'єднання» (про возз'єднання Закарпатської України з Радянською Україною), «Мукачівська греко-католицька єпархія» (Сату-Маре–Ужгород, 2007), «Карпатська Україна: Документи і матеріали. Персоналії.» Т. І. (2009) та ін. Один з ініціаторів та співавторів книги «Вони боронили Карпатську Україну. Нариси історії національно-визвольної боротьби закарпатських українців» (2002). Член редколегії наукового видання «Тернистий шлях до України» (збірник архівних документів і матеріалів про Закарпаття в європейській політиці 1918—1919, 1938—1939, 1944—1946 рр.; 2007).
Член редколегії збірника документів «Державна служба в Україні» (2009—2010), обласних томів «Книги пам'яті», «Реабілітовані історією» і «Книги скорботи України», часопису «Карпатський край», «Нарисів історії Закарпаття» (т. III). Член авторського колективу «Нарисів історії архівної справи в Україні» (2002) та підручника для студентів вищих навчальних закладів «Основи краєзнавства» (2016).

### Основні праці
- Делеган, М. В. История Мукачевского замка (в документах): науч.-попул. ист.-краевед. очерк / М. В. Делеган ; пер. текстов с лат., чеш., слов., пол., болг., укр. и венг. языков А. И. Филиппов ; Й. Бартош ; Гос. архив Закарпат. обл., ГО «Калган-А», Мукачев. город. о-во рус. культуры «Русский дом» им. А. С. Пушкина. — Ужгород: Ліра, 2010. — 128 с. : ил.
- Відлуння жахливої трагедії: (до 75-х роковин Голодомору 1932—1933 рр. в Україні: зб. статей, опублікованих у газетах 30-х рр. ХХ ст. в Підкарпатській Русі) / упоряд.: М. В. Делеган ; С. А. Вискварко. — Ужгород: Патент, 2008. — 160 с. : іл.
- Карпатська Україна (1938—1939): зб. арх. докум. і матер. / упоряд.: М. В. Делеган ; С. А. Вискварко. — Ужгород: Карпати, 2009. — 288 с. : іл.
- Перелік фондів державного архіву Закарпатскої області України / М. Делеган, В. Чубота, І.-Л. Горват. — Сату Маре — Ужгород: Вид-во Сатумарського повітового музею, 2004. — 185 с.
- Делеган, М. В. Архівна справа на Закарпатті у 1945—1991 роках / М. В. Делеган // Нариси історії Закарпаття. — Т. III: (1946—1991). — Ужгород: Госпрозрахунк. РВВ упр. у справах преси та інформації, 2003. — С. 512—536.

## Громадська діяльність
Організатор і учасник наукових конференцій, — у тому числі міжнародних. Тривалий період був членом Українсько-Угорської комісії при Кабінеті Міністрів України з питань реституції культурних цінностей, втрачених у роки Другої світової війни. Понад десять років виконував обов'язки відповідального секретаря комісії з присудження Всеукраїнської літературної премії ім. Зореслава.
Член Археографічної комісії Інституту української археографії та джерелознавства їм. М. С. Грушевського НАН України, представник Всеукраїнського товариства «Історичні джерела» у Закарпатській області, керівник обласної організації Спілки архівістів України, багаторічний член правління Спілки архівістів України (1995—2015). Голова Закарпатської обласної організації Національної спілки краєзнавців України (з 4 лютого 2013), член Правління НСКУ (з 2014).
Член Національної спілки журналістів України, член Громадської ради при Закарпатській обласній державній адміністрації.

## Нагороди
- Подяка Кабінету Міністрів України «за особистий внесок у розвиток краєзнавчого руху в Україні» (24.10.2001);
- Почесна грамота Кабінету Міністрів України (2002);
- Почесний краєзнавець України (2017).